# 기요미야 고타로
기요미야 고타로(일본어: 清宮 幸太郎, 1999년 5월 25일 ~ )는 일본의 프로 야구 선수이며, 현재 퍼시픽 리그인 홋카이도 닛폰햄 파이터스의 소속 선수(내야수)이다. 도쿄도 신주쿠구 출신이다.
아버지는 일본 럭비 풋볼 협회 부회장의 기요미야 가쓰유키이다.

## 인물

### 프로 입단 전
제88회 전국 고등학교 야구 선수권 대회 결승전을 본 것을 계기로 와세다 실업 초등부 1학년 때 연식팀의 〈올아자부〉에 입단해 야구를 시작했다. 4학년 때 경식 야구로 전향해, 리틀 리그 팀의 〈도쿄 기타스나 리그〉에 소속. 도쿄 기타스사 리그에서는, 2012년의 리틀 리그 세계 선수권에서, 투타에 걸친 활약으로 팀을 견인해 우승에 공헌했다. 이 활약에서 미국 미디어에서는 《일본의 베이브 루스》라고 보도되었다. 2012년 일본 시리즈 제1차전에서는 시구식을 맡았다. 그 후 소속한 〈와세다 시니어〉에서도 3학년 여름에 전국 우승을 경험했다.

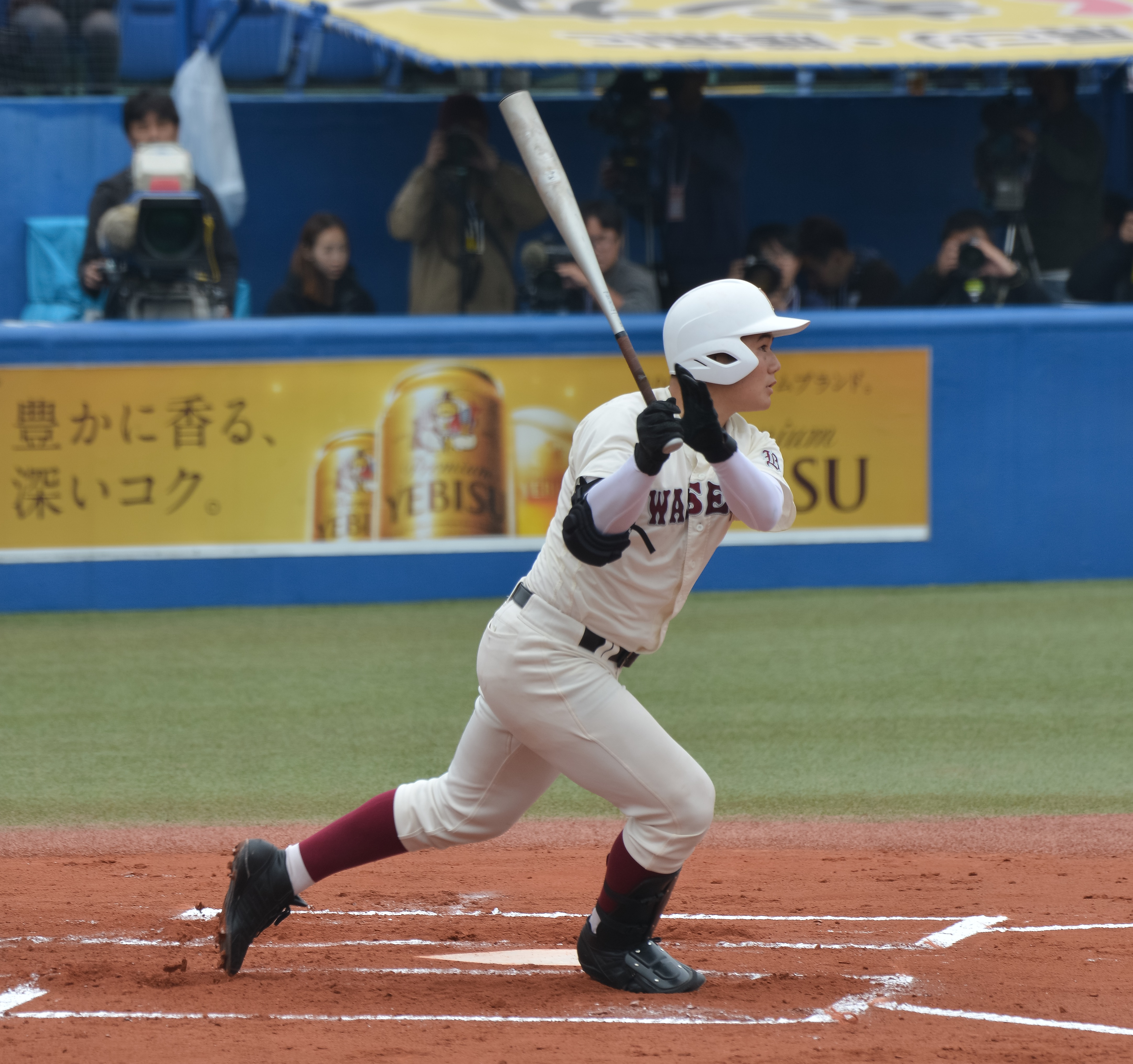
와세다 실업고등학교 시절

와세다 실업 고등부로 진학한 후에는, 1학년이면서 주축 선수로서 기대되어 주로 3번 타자 겸 1루수로서 출전했다. 제97회 전국 고등학교 야구 선수권 대회에 출전해 2홈런을 기록했다. 또한 2015 WBSC U-18 월드컵 일본 대표로도 선출됐다. 2년에는 자신이 최고참이 된 신팀에서 주장으로 취임했다. 3학년 때에는 제99회 전국 고등학교 야구 선수권 니시도쿄 대회에서는 개회식에서 선수 선서를 했지만, 결승에서 도카이대학 고교에 패해 본 대회 출전을 놓쳤다. 8월 23일, 2017 WBSC U-18 월드컵 일본 대표의 주장을 맡는 것이 발표되었다. 고등학교 통산 111홈런은 사상 최다 기록으로, 고교 공식전에는 통산 70경기 출전으로 247타수 100안타, 타율 .405, 29홈런, 95타점을 기록했다.
대회 후의 9월 12일에 귀국 후, 가족이나 이즈미 미노루 등 관계자와의 대화를 실시한 뒤, 프로 지망 신고를 제출하는 의사를 굳히고, 9월 22일의 기자회견에서 프로 지망 신고서를 제출하는 것을 표명했다. 9월 25일, 정식으로 프로 지망 신고서를 제출했다. 10월 26일 드래프트 회의에서는 1995년 후쿠루 류스케(PL학원)를 뒤잇는 고교생 최다 7구단에 의한 경합 끝에 홋카이도 닛폰햄 파이터스가 협상권을 획득하고, 11월 16일 계약금 1억엔+가액 5000만 엔, 연봉 1500만 엔으로 임시계약을 맺었다(금액은 추정). 11월 24일에 입단회견이 행해져 등번호는 21번으로 정해졌다.

### 닛폰햄 시절

#### 2018년
2018년 1월 합동 자율 트레이닝 때 오른손 엄지손가락골절로, 2월 캠프 중에는, 3월 개막전 기간 중에선 급성 복막염으로 긴급 입원하는 등 사고가 이어져 개막 1군 출장을 놓쳤다. 4월 10일에 2군 데뷔를 완수하면, 2군전 15경기에서 4홈런을 발하는 등 복조를 어필하고 1군으로 승격했다. 5월 2일 도호쿠 라쿠텐 골든 이글스전에서 1군 데뷔했다. 5월 9일 오릭스 버팔로즈전에서 첫 타석에 브랜든 딕슨을 상대로 프로 첫 홈런을 날려 데뷔부터 연속 경기 안타 기록을 7로 늘리고 드래프트 제도가 실행된 후(1966년 이후 입단)에서는 단독 톱의 신기록이 되었다. 9월 28일, 라쿠텐전(라쿠텐 세이메이 파크 미야기)에 6번 타자 겸 1루수로 선발 출장해, 제1타석에서 기쿠치 야스노리로부터 선제의 7호 솔로 홈런을 쳐내, 고졸 신인의 홈런 갯수에 1959년의 왕정치와 나란히 역대 9위가 되었다. 최종으로, 53경기 출전, 타율 .200, 7홈런, 18타점을 기록했다. 연봉 협상에선, 300만 엔이 상승한 연봉 1800만 엔으로 계약했다.

#### 2019년
2019년 3월 3일 요코하마 DeNA 베이스타스와의 개막전(삿포로 돔)의 제4타석에서 파울을 쳤을 때에 오른손목에 통증을 느끼고, 그대로 도중 교대되었다. 다음 4일에 유구골 골절상으로 진단되었고, 5일에 골절 제거 수술을 받았다. 5월 14일의 2군전에서 실전에 복귀해, 5월 24일에 시즌 1군 첫 등록 및 첫 출전했다.
5월 30일 롯데전(삿포로 돔)에서 4회말 1사 2, 3루 상황에서 타네이치 아츠키로부터 구단 통산 8000호인 동시에 자신의 시즌 1호 홈런을 쳤다. 최종적으로는, 81경기 출전, 타율 .204, 7홈런, 33타점을 기록. 10월에, 전년부터 불안을 갖고 있던 우측 팔꿈치의 수술(우측 팔꿈치 관절 형성술)을 받았다. 연봉 협상에는 200만 엔이 상승된 연봉 2000만 엔에 계약했다.

#### 2020년
2020년 프로 데뷔 후 처음으로 부상에서의 이탈이 없는 시즌이었지만 96경기에 출전해 타율 .190, 7홈런의 성적으로 끝났다. 연봉 계약에선, 200만 엔이 상승된 연봉 2200만 엔으로 계약했다.

#### 2021년
2021년은 프로 들어간 후 처음으로 1군 승격 없이 끝났다. 연봉은 야구 협약의 감액 제한(25%)에 육박하는 약 23%가 삭감되어 2200만 엔에서 1700만 엔으로 삭감됐다.

## 선수로서의 특징
플레이 스타일이나 동안 등의 공통점에서 〈일본제 베이브 루스〉, 〈일본의 베이비 루스〉, 〈베이브 루스의 재래〉 등이라고도 불린다. 오 사다하루는 “장거리 타자라기보다 중거리 타자. 거리에 가까운 타자로 좌우로 구분할 수 있다”고 평했다.
50미터 달리기 6.3초, 원투 110미터, 1루 도달 시간은 4초 11~4초 15를 기록하고 있다. 수비로는 다리찢기를 할 수 있다.

## 에피소드
- 고등학교 3학년 때 출전한 여름 고시엔 니시도쿄 대회의 선수 선서에서는, 서두의 〈우리는 야구를 사랑합니다〉라는 말이 화제가 되었다.[51][52] 기요미야 자신은 이에 대해 같은 해 6월에 사망한 고바야시 마오가 생전에 남긴 말로부터 영향을 받았다는 것을 밝히고 있다.[53]

- 도쿄 기타스사 리그에 재적하고 있던 2013년, 버라이어티 프로그램 《호코×타테》(후지 TV)의 대결 기획 〈프로 야구계 최강의 탈삼진왕 VS 세계 제일의 소년 야구팀〉에 프로 야구계 최강의 탈삼진왕으로 출연했던 당시 히로시마 도요 카프에 소속한 마에다 겐타와 대전했다. 기요미야는 우측 중간 펜스 앞까지 굴러가는 땅볼을 치고 마에다의 탈삼진을 저지하고, 대결에 승리했다.[54][55][56]

- 초등학교 시절에는 스모도 경험하고 있어, 4년 차에는 나야 고노스케와 〈완파쿠 스모 도쿄도 대회〉에서 대전했다.[57]

- 대식한으로 시즌 이동 중에 도쿄에서 도코로자와까지 점심을 7개 먹고 있다고 하며, 2021년 10월 감독에 취임한 신조 쓰요시로부터 다이어트를 지령받았다.[58] 다이어트에 힘쓴 결과, 2022년 1월에는 체중을 9kg 감량했다.[59]

## 상세 정보

### 출신 학교
- 와세다 실업고등학교

### 선수 경력
- 홋카이도 닛폰햄 파이터스(2018년 ~ )

### 수상·타이틀 경력
- 올스타전 MVP : 1회(2022년 1차전)[60]

### 개인 기록

#### 첫 기록
- 첫 출장·첫 선발 출장 : 2018년 5월 2일, 대 도호쿠 라쿠텐 골든이글스 4차전(삿포로 돔), 6번·지명 타자로 선발 출장
- 첫 타석·첫 안타 : 상동, 2회말에 기시 다카유키로부터 중월 2루타
- 첫 타점·첫 홈런 : 2018년 5월 9일, 대 오릭스 버펄로스 7차전(교세라 돔 오사카), 2회초에 브랜든 딕슨으로부터 우월 솔로 홈런
- 첫 도루 : 2020년 7월 8일, 대 오릭스 버펄로스 2차전(교세라 돔 오사카), 3회초에 2루 안착(투수: 스즈키 유, 포수: 와카쓰키 겐야)

#### 기타
- 올스타전에서의 끝내기 홈런 : 2022년 7월 26일, 대 센트럴 리그전(후쿠오카 PayPay 돔), 9회말에 모리시타 마사토로부터 좌중월 솔로 홈런 ※36년 만에 역대 7번째, 9회 투 아웃 상황에서 치는 것은 사상 최초, 헤이세이 이후 21세기 최초[61]
- 올스타전 출장 : 1회(2022년)

### 등번호
- 21(2018년 ~ )

### 연도별 타격 성적
| 연 도      | 소 속      | 경 기 | 타 석 | 타 수 | 득 점 | 안 타 | 2 루 타 | 3 루 타 | 홈 런 | 루 타 | 타 점 | 도 루 | 도 루 자 | 희 생 번 | 희 생 플 | 볼 넷 | 고 4 | 사 구 | 삼 진 | 병 살 타 | 타 율 | 출 루 율 | 장 타 율 | O P S |
| ---------- | ---------- | ----- | ----- | ----- | ----- | ----- | ------- | ------- | ----- | ----- | ----- | ----- | -------- | -------- | -------- | ----- | ---- | ----- | ----- | -------- | ----- | -------- | -------- | ----- |
| 2018년     | 닛폰햄     | 53    | 180   | 160   | 17    | 32    | 4       | 2       | 7     | 61    | 18    | 0     | 0        | 0        | 1        | 16    | 2    | 3     | 60    | 1        | .200  | .283     | .381     | .664  |
| 2019년     | 닛폰햄     | 81    | 278   | 250   | 26    | 51    | 11      | 1       | 7     | 85    | 33    | 0     | 1        | 0        | 4        | 21    | 0    | 3     | 75    | 4        | .204  | .270     | .340     | .610  |
| 2020년     | 닛폰햄     | 96    | 263   | 226   | 23    | 43    | 9       | 0       | 7     | 73    | 22    | 2     | 0        | 0        | 1        | 33    | 0    | 3     | 59    | 6        | .190  | .300     | .323     | .623  |
| 2022년     | 닛폰햄     | 129   | 461   | 406   | 52    | 89    | 25      | 3       | 18    | 174   | 55    | 4     | 5        | 2        | 2        | 45    | 2    | 6     | 113   | 6        | .219  | .305     | .429     | .734  |
| 통산 : 4년 | 통산 : 4년 | 359   | 1182  | 1042  | 118   | 215   | 49      | 6       | 39    | 393   | 128   | 6     | 6        | 2        | 8        | 115   | 4    | 15    | 307   | 17       | .206  | .292     | .377     | .670  |

- 2022년 시즌 종료 기준

### 연도별 수비 성적
| 연도 | 소속   | 1루   | 1루   | 1루   | 1루   | 1루   | 1루      | 3루   | 3루   | 3루   | 3루   | 3루   | 3루      | 외야  | 외야  | 외야  | 외야  | 외야  | 외야     |
| 연도 | 소속   | 경 기 | 척 살 | 보 살 | 실 책 | 병 살 | 수 비 율 | 경 기 | 척 살 | 보 살 | 실 책 | 병 살 | 수 비 율 | 경 기 | 척 살 | 보 살 | 실 책 | 병 살 | 수 비 율 |
| ---- | ------ | ----- | ----- | ----- | ----- | ----- | -------- | ----- | ----- | ----- | ----- | ----- | -------- | ----- | ----- | ----- | ----- | ----- | -------- |
| 2018 | 닛폰햄 | 9     | 72    | 4     | 0     | 3     | 1.000    | -     | -     | -     | -     | -     | -        | 12    | 11    | 1     | 0     | 1     | 1.000    |
| 2019 | 닛폰햄 | 40    | 282   | 25    | 4     | 23    | .987     | -     | -     | -     | -     | -     | -        | 16    | 25    | 0     | 0     | 0     | 1.000    |
| 2020 | 닛폰햄 | 63    | 443   | 28    | 7     | 33    | .985     | -     | -     | -     | -     | -     | -        | -     | -     | -     | -     | -     | -        |
| 2022 | 닛폰햄 | 108   | 787   | 60    | 9     | 73    | .989     | 7     | 0     | 5     | 1     | 0     | .833     | 1     | 0     | 0     | 0     | 0     | ----     |
| 통산 | 통산   | 220   | 1584  | 117   | 20    | 132   | .988     | 7     | 0     | 5     | 1     | 0     | .833     | 29    | 36    | 1     | 0     | 1     | 1.000    |

- 2022년 시즌 종료 기준.
- 굵은 글씨는 시즌 최고 성적.

## 등장곡
- 《스타워즈》 메인 타이틀 / 존 윌리엄스 (2018년 ~ )